# دوست‌آباد (سرایان)
دوست‌آباد روستایی در دهستان سه قلعه بخش سه قلعه شهرستان سرایان استان خراسان جنوبی ایران است. در لغت نامه دهخدا دوست آباد روستایی از توابع بخش سرایان شهرستان فردوس آمده است.

## جمعیت
بر پایه سرشماری عمومی نفوس و مسکن در سال ۱۳۹۰ جمعیت این روستا ۶۵۱۵(در۹۶۲خانوار) بوده‌است.

## زمین‌لرزه سال ۱۳۲۶
در روز ‎۳۱ شهریور ۱۳۲۶، زمین‌لرزه‌ای به بزرگی ۶٫۸ در مقیاس ریشتر، این روستا را لرزاند.